# هومونهون
هومونهون (انگلیسی: Homonhon) جزیره‌ای در استان سامار شرقی، در کشور فیلیپین است.